# Valter Matošević
Valter Matošević, hrvaški rokometaš, * 11. junij 1970.
Leta 1996 je na poletnih olimpijskih igrah v Atlanti v sestavi hrvaške reprezentance osvojil zlato olimpijsko medaljo; uspeh je ponovil leta 2004.